# Crevan
Crevan oder Forte Crevan ist eine kleine Insel im Norden der Lagune von Venedig. Sie hat eine Fläche von 3.651 m², davon sind 377 m² bebaut. 

## Geschichte
Während der französischen Herrschaft entstand Anfang des 19. Jahrhunderts eine Kette kleiner Festungen, von Redouten, am Zusammenfluss des Canale di Crevan mit dem Canale di Burano. Zu diesen zählte auch Forte Crevan. 
Die den Franzosen ab 1815 folgenden Österreicher errichteten in den Jahren 1832 bis 1849 ein „Blockhaus“ im Inneren der Redoute von Crevan. Von hier aus sollte der Zugang zu den Palude von Burano bewacht werden, einem meist unter Wasser liegenden Gebiet mit eigener Flora und Fauna. Kurz danach wurden Häuser zum dauerhaften Aufenthalt errichtet. Dazu wurde ein Garten angelegt. 
1866 kam die Insel als Teil Venedigs an Italien.
Die Baulichkeiten und der Garten waren um 1999 in gutem Zustand. Besitzer der Insel wurde der Politiker und Unternehmer Giorgio Panto, der am 26. November 2006 beim Verlassen der Insel mit seinem Hubschrauber tödlich verunglückte. 1995 hatte er für die Lega Autonomia Veneta ein Mandat angestrebt, im Juni 2004 das Progetto NordEst gegründet, das mehr Unabhängigkeit für die Region Venetien und die angrenzenden Regionen fordert.